# Taapaca
Le Taapaca ou Tarapacá est un volcan complexe du Chili.